# Треньорът Картър
„Треньорът Картър“ (на английски: Coach Carter) е американска биографична тийнейджърска спортна драма от 2005 г. на режисьора Томас Картър, с участието на Самюъл Джаксън в ролята на треньора Кен Картър, в който е създаден по действителен случай. Филмът е копродукция между филмовите студия MTV Films и Tollin/Robbins Productions и е разпространен от Paramount Pictures. Филмът е пуснат в Съединените щати на 14 януари 2005 г., получава смесени отзиви от критиците и печели 76 млн. щатски долара в световен мащаб.
Продукцията на филма започва в средата на 2004 г. Филмът е заснет в Лонг Бийч, Калифорния и Лос Анджелис.

## Актьорски състав
| Актьор          | Роля                    |
| --------------- | ----------------------- |
| Самюъл Джаксън  | Треньор Кен Картър      |
| Роб Браун       | Кениън Стоун            |
| Робърт Ричард   | Деймиън Картър          |
| Рик Гонзалес    | Тимо Круз               |
| Нана Гбевоньо   | Джуниър Батъл           |
| Чанинг Тейтъм   | Джейсън Лайл            |
| Ашанти          | Кира                    |
| Тексас Батъл    | Мадъкс                  |
| Денис Даус      | Директор Гарисън        |
| Адриен Балон    | Доминик                 |
| Дейна Дейвис    | Пейтън                  |
| Октавия Спенсър | Госпожа Уиля Батъл      |
| Деби Морган     | Съпругата на Кен Картър |

## В България
В България филмът е издаден на DVD от 22 март 2007 г. от „Александра Видео“.
На 24 януари 2011 г. е излъчен по Диема 2.
На 14 февруари 2021 г. се излъчва и по Фокс.